# Longqiao (socken i Kina, Sichuan, lat 29,85, long 105,13)
Longqiao (kinesiska: 龙桥乡, 龙桥) är en socken i Kina. Den ligger i provinsen Sichuan, i den sydvästra delen av landet, omkring 140 kilometer sydost om provinshuvudstaden Chengdu.
Genomsnittlig årsnederbörd är 1 420 millimeter. Den regnigaste månaden är september, med i genomsnitt 265 mm nederbörd, och den torraste är december, med 14 mm nederbörd.